# Ida (roi de Bernicie)
Pour les articles homonymes, voir Ida.
Ida est le fondateur semi-légendaire du royaume anglo-saxon de Bernicie, dans le Nord de l'Angleterre. Il aurait régné de 547 à sa mort, en 559.

## Biographie
On lui attribue la construction du château de Bamburgh. La tradition, rapportée dans la Chronique anglo-saxonne et les généalogies royales anglo-saxonnes, le fait fils d'Eoppa, fils d'Esa, fils d'Ingwi, fils d'Angenwit, fils d'Aloc, fils de Bernic (éponyme de la Bernicie), fils de Brond, fils de Bældæg, fils de Woden, ancêtre traditionnel de toute la royauté anglo-saxonne, équivalent du dieu Odin. Esa et Eoppa sont parfois donnés comme ses prédécesseurs, mais rien ne vient étayer leur réalité historique.
Le nombre et les noms de ses fils ne sont pas connus clairement. La source la plus ancienne, la Historia Brittonum de Nennius (§ 57), donne le nom de sa reine et de quatorze fils (bien qu'il soit dit qu'il en eut douze) : Adda, Belric, Theodric, Thelric, Theodhere, Osmer, Ealric, Eanfrid, Oswald, Oswin, Oswy, Oswudu, Oslac, Offa. Sa succession est assurée par un certain Glappa qui n'apparaît pas dans cette liste. Æthelric est cité par la Chronique anglo-saxonne (593E, 670A, 685A), comme fils d'Ida. Ocga est également cité comme son fils (731A).

## Sources
- Nennius, Historia Brittonum, §§50, 56, 57, 61, 63 [lire en ligne].
- Chronique anglo-saxonne, s.a.a. 547, 560, 593E, 670A, 685A, 731A.
- Bède le Vénérable, Histoire Ecclésiastique, ch. XXIV, s.a. 547.